# توني أبوت
أنتوني جون أبوت (مواليد 4 نوفمبر 1957) وهو رئيس الوزراء الأسترالي الثامن والعشرين. تولى هذا المنصب منذ 2013 وهو أيضاً زعيم الحزب الليبرالي الأسترالي منذ عام 2009 .و نائب في البرلمان الأسترالي ممثلاً عن دائرة وارننج سيدني منذ عام 1994.
ولد أبوت في لندن , المملكة المتحدة لأب إنكليزي وأم أسترالية ,وهاجر إلى سيدني مع والديه عام 1960.قبل دخوله البرلمان درس الاقتصاد والقانون ونال شهادتي بكالوريوس فيهما من جامعة سيدني، لاحقاً نال شهادة الماجستير في الآداب من كلية الملكة، أكسفورد مستفيداً من منحة رودس .
بعد التخرج تدرب أبوت في معهد لتعليم اللاهوت تابع لل الكنيسة الكاثوليكية الرومانية لكنه لم يكمل تدريبه ,لاحقاً عمل كصحفي , مدير ومستشار سياسي ,عام 1992 عُين مديراً لمجموعة أستراليون للملكية الدستورية , وهو المنصب الذي شغله حتى إنتخابه نائباً في البرلمان عام 1994.
عُين وزيراً لأول مرة بعد إنتخابات 1998 في وزارة هاورد الثانية حيث شغل وزارة العمل . أصبح وزيراً للصحة في العام 2003 ,وبقى في ذلك المنصب حتى هزيمة حكومة هاورد في إنتخابات 2007 . في البداية عمل أبوت في حكومة الظل تحت رئاسة بريندان نيلسون ثم تحت رئاسة مالكولم تيرنبول ,وأستقال عام 2009 إحتجاجاً على دعم تيرنبول لمشروع حكومة رئيس الوزراء كيفن رود (معاهدة الحد من الإنبعاثات الغازية ) . مجبراً الحزب الليبرالي الأسترالي (المعارض ائنذاك)على إجراء إقتراع على الزعامة ففاز أبوت ب 42 صوت مقابل 41 ل تيرنبول فأصبح أبوت زعيماً للحزب الليبرالي الأسترالي و زعيماً للمعارضة .
قاد أبوت الائتلاف في إنتخابات عام 2010 التي أدت إلى برلمان معلق .وبعد المفاوضات شكل حزب العمل الحكومة بدعم من أحد النواب الخضر وثلاث نواب مستقلين .أعٌيد إنتخاب أبوت رئيساً للحزب الليبرالي بالإجماع . وقاد الائتلاف المعارض للفوز بإنتخابات عام 2013، وأدى اليمين الدستوري كالرئيس الثامن والعشرين لأستراليا في 18 ايلول سبتمبر 2013.

## الحياة السياسية

### بداية حياته المهنية
بدأ أبوت حياته السياسية عندما عمل كصحفي في بولتن، وهي مجلة إخبارية مؤثرة، ولاحقًا في صحيفة أوسترليان. أثناء تحديد مساره المهني المستقبلي، طور أبوت صداقات مع شخصيات بارزة في حزب العمال في نيو ساوث ويلز، وشجعه بوب كار، وكذلك جونو جونسون، للانضمام إلى حزب العمال وخوض الانتخابات. شعر أبوت بعدم الارتياح تجاه دور النقابات داخل الحزب، وكتب في سيرته الذاتية أنه شعر أن حزب العمل «لم يكن الحزب الذي يريده». لبعض الوقت، عمل كمدير مصنع لشركة بايونير كونكريت قبل أن يصبح السكرتير الصحفي للزعيم الليبرالي جون هيوسون منذ عام 1990 وحتى عام 1993، وساعد في تطوير سياسة فايتباك.
كتب رئيس الوزراء جون هوارد في سيرته الذاتية أن أبوت فكر في العمل على موظفيه قبل قبول المنصب مع بولتن، وبناءً على توصية هوارد، عمل هيوسون مع أبوت. وفقًا لهوارد، فقد أسس مع أبوت علاقة جيدة، لكن هيوسون وأبوت اختلفا قبل انتخابات 1993 بفترة وجيزة، وانتهى الأمر بأبوت في البحث عن عمل بعد إعادة انتخاب حكومة كيتنغ. أرادوا منه أن يرأس مجموعة أستراليين من أجل الملكية الدستورية، وهي مجموعة رئيسية منظمة لدعم الحفاظ على النظام الملكي في أستراليا وسط حملة حكومة كيتنغ من أجل التغيير إلى الجمهورية. تخلى أبوت عن جنسيته البريطانية في عام 1993. وبين عامي 1993 و1994، شغل أبوت منصب المدير التنفيذي لأستراليين من أجل الملكية الدستورية. ووفقًا لكاتب السيرة الذاتية مايكل دافي، فإن التزام أبوت مع مجموعة أستراليين من أجل الملكية الدستورية، «عزز علاقته مع جون هوارد، الذي ذكر في عام 1994 أنه يسعى للاختيار المسبق عن مقعد وارينغاه في الانتخابات الفرعية». قدم هوارد توصية لامعة وفاز أبوت بالاختيار المسبق للمقعد الليبرالي الآمن.
على الرغم من ميوله المحافظة، اعترف أبوت بأنه صوت لحزب العمال في انتخابات ولاية نيو ساوث ويلز عام 1988 فقد اعتقد أن «باري أنسوورث كان أفضل صفقة لرئيس الوزراء في نيو ساوث ويلز على الإطلاق». ومع ذلك، أوضح أبوت بعد ذلك أنه لم يصوت قط لصالح حزب العمال في الانتخابات الفيدرالية.

### عضو مجلس النواب 1994-2009
فاز أبوت في الانتخابات التمهيدية الليبرالية عن مقاطعة وارينغاه الفيدرالية في الانتخابات الفرعية في مارس 1994 بعد استقالة مايكل ماكيلار. لقد شغل بسهولة المقعد الليبرالي الآمن في منطقة الشواطئ الشمالية المعقل التقليدي لليبراليين، حيث عانى من تأرجح بنسبة 1% فقط في التصويت الأساسي. فاز بسهولة بالمقعد في الانتخابات العامة لعام 1996. قبل عام 2019 حصل أبوت على أقل من 59% من أصوات الحزبين في عام 2001، في تلك السنة شغل بيتر ماكدونالد المستقل، العضو السابق عن مقعد ولاية مانلي، منصب أبوت بنسبة% 55 فقط.
شغل أبوت منصب السكرتير البرلماني لوزير التوظيف والتعليم والتدريب وشؤون الشباب (1996-1998)، ووزير خدمات التوظيف (1998-2001)، ووزير التوظيف وعلاقات مكان العمل والأعمال الصغيرة (2001)، ووزير التشغيل والعلاقات في مكان العمل (2001-2003)، ووزير الصحة والشيخوخة منذ عام 2003 وحتى نوفمبر 2007. منذ أواخر عام 2001 وحتى نوفمبر 2007، شغل أيضًا منصب مدير الأعمال الحكومية في مجلس النواب.
في عام 1998 أسس أبوت صندوقًا ائتمانيًا سمي «صندوق الأستراليين من أجل السياسة النزيهة» للمساعدة في تمويل قضايا المحاكم المدنية ضد حزب الأمة الواحدة وزعيمته بولين هانسون. وأنكر رئيس الوزراء جون هوارد أي معرفة له بوجود مثل هذا الصندوق. واتُهم أبوت بتقديم أموال إلى المنشق عن حزب الأمة الواحدة تيري شاربلز لدعم معركته القضائية ضد الحزب. ومع ذلك، دافع هوارد عن صدق أبوت في هذه المسألة. أقر أبوت بأن التهديد السياسي الذي شكله «حزب الأمة الواحدة» على حكومة هوارد كان «عاملًا كبيرًا للغاية» في قراره بمتابعة الهجوم القانوني، لكنه زعم أيضًا أنه تصرف «من أجل المصلحة الوطنية لأستراليا». دافع هوارد أيضًا عن تصرفات أبوت قائلًا «إن مهمة الحزب الليبرالي هي مهاجمة الأحزاب الأخرى سياسيًا -فلا حرج في ذلك».
بصفته سكرتيرًا برلمانيًا، أشرف أبوت على إنشاء برنامج غرين كور الذي شارك الشباب في أعمال استعادة البيئة. بصفته وزيرًا لخدمات التوظيف، أشرف على تنفيذ شبكة العمل وكان مسؤولًا عن مخطط الحكومة للعمل مقابل الإعانات المالية. وكلف لجنة كول الملكية باقتحام «البلطجة والفساد» في صناعة البناء وأنشأ مكتب مفوض البناء والتشييد الأسترالي استجابةً لذلك ولرفع الإنتاجية.
سمح الحزب الليبرالي للأعضاء بالاختيار الحر في استفتاء الجمهورية عام 1999. كان أبوت أحد الأصوات الرائدة في الحملة الانتخابية للحزب من أجل التصويت الناجح بكلمة «لا»، مما جعله يواجه زميله البرلماني المستقبلي والجمهوري الرائد مالكولم تورنبول.

## رئيس الوزراء (2013-2015)

### تنفيذ السياسات الباكرة
في الانتخابات الفيدرالية في 7 سبتمبر 2013، قاد أبوت الائتلاف الليبرالي الوطني للانتصار على حكومة العمال الحالية، بقيادة كيفن رود. أدى أبوت ووزارته اليمين الدستورية في 18 سبتمبر 2013. وقد تعرض لانتقادات لقراره ضم امرأة واحدة فقط، نائبة الزعيم الليبرالي جولي بيشوب، إلى حكومته.
في اليوم الأول للبرلمان الجديد، قدم أبوت تشريعًا إلى البرلمان لإلغاء ضريبة الكربون، وبدأ عملية الحدود السيادية، وهي سياسة التحالف لوقف الوصول البحري لطالبي اللجوء، والتي حظيت بدعم شعبي قوي.
أعلن أبوت عن هيئة ملكية للحوكمة النقابية والفساد في 11 فبراير 2014. تبع ذلك تعديلات على قانون العمل العادل، و«يوم الإلغاء»، فقد ألغي أكثر من 10,000 قانون «روتيني».
وبصفته رئيس الوزراء، أشرف أبوت على اتفاقيات التجارة الحرة الموقعة مع اليابان، وكوريا الجنوبية، والصين. أقر مجلسا البرلمان قانون إلغاء ضريبة الكربون في 17 يوليو 2014، ومشروع قانون إلغاء ضريبة التعدين في 2 سبتمبر 2014 بعد مفاوضات مع حزب بالمر المتحد.

### موازنة 2014
انتقدت المعارضة الميزانية الفيدرالية الأسترالية لعام 2014، وهي الميزانية الأولى لحكومة أبوت، التي قدمها أمين الخزانة جو هوكي، واعتبرتها «قاسية» و«غير عادلة»، وحظر أعضاء المقاعد المتقاطعة في مجلس الشيوخ عددًا كبيرًا من تدابير الادخار في الميزانية. وانتقِد كل من هوكي وأبوت لعدم قدرتهما على «إقناع» أعضاء المقاعد المتقاطعة أو الجمهور بضرورة تخفيضات الميزانية. تعرض هوكي لمزيد من الانتقادات بسبب العديد من التعليقات «البعيدة عن الواقع» و«العديمة المشاعر» في الأشهر اللاحقة، ومع ذلك، دعم رئيس الوزراء باستمرار أمين الخزانة، ورفض استبداله بوزير ذي أداء أفضل.

### تنصيب الأمير فيليب فارسًا
في 25 مارس 2014 أعلن أبوت أنه نصح الملكة بإعادة نظام الفارس والسيدة إلى وسام أستراليا. كانت الحاكمة العامة المنتهية ولايتها كوينتن برايس وخليفتها بيتر كوسجروف أول من حصل على التكريم المعاد. في يوم أستراليا 2015 أعلن أبوت تنصيب الأمير فيليب، دوق إدنبرة، زوج الملكة والمقيم في المملكة، فارسًا من وسام أستراليا. انتقد هذا القرار على نطاق واسع، بما في ذلك من قبل أعضاء الحكومة، وأجج التوقعات بأن قيادة رئيس الوزراء يمكن الطعن فيها. في 2 نوفمبر 2015 أعلن رئيس الوزراء الجديد مالكولم تورنبول إزالة الفرسان والسيدات من وسام أستراليا، لأن هذا النظام بحسب قوله «غير ملائم لنظام التكريم الحديث لدينا»، لكن الألقاب الحالية لن تتأثر. 

## روابط خارجية
- توني أبوت على موقع IMDb (الإنجليزية)
- توني أبوت على موقع الموسوعة البريطانية (الإنجليزية)
- توني أبوت على موقع مونزينجر (الألمانية)
- توني أبوت على موقع ديسكوغز (الإنجليزية)
- توني أبوت على موقع قاعدة بيانات الفيلم (الإنجليزية)